# نیکولای استراوسکی

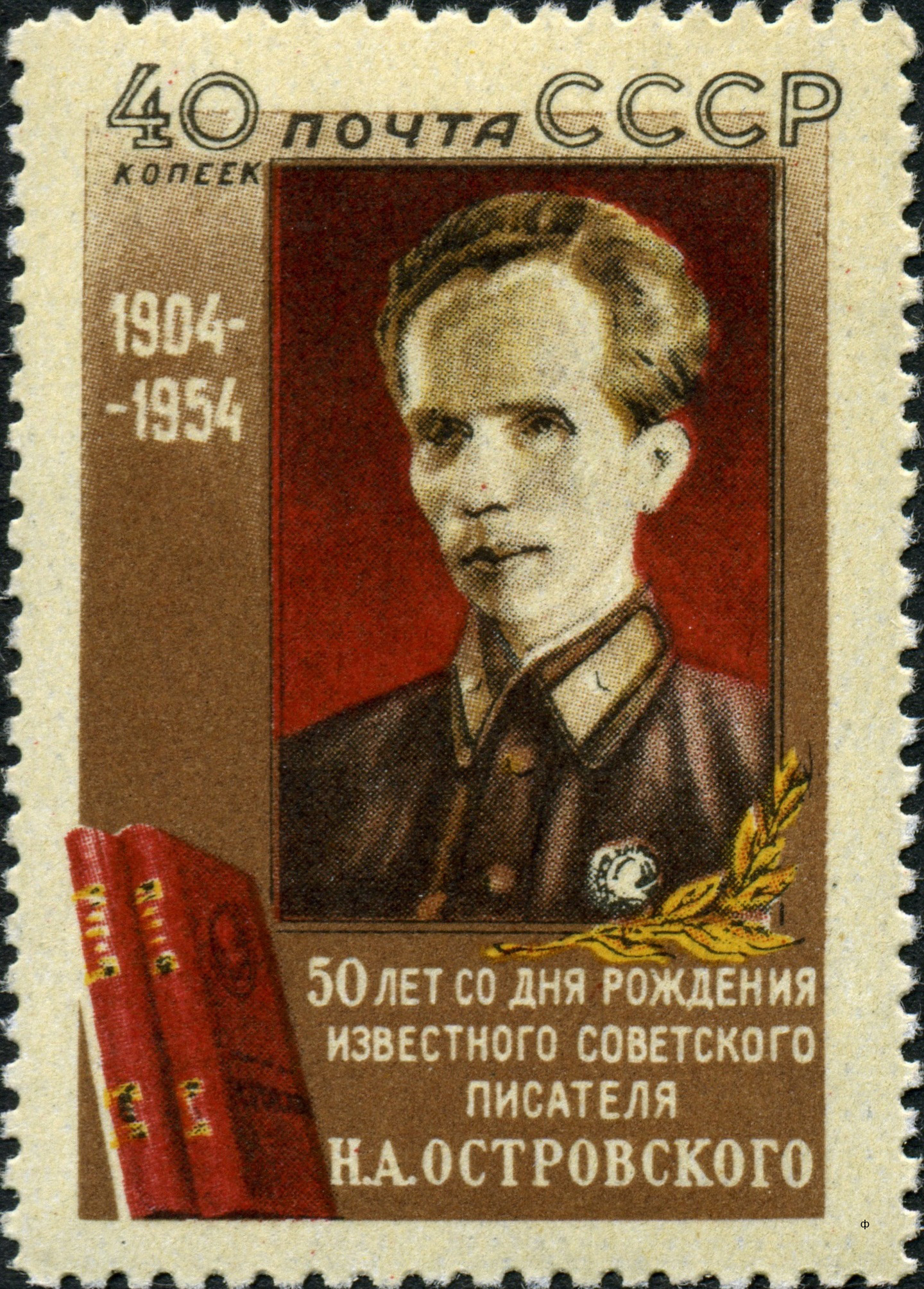
استراوسکی بر روی تمبر یادبود پستی ۱۹۵۴

نیکولای آلکسیویچ استراوسکی (انگلیسی: Nikolai Alexeevich Ostrovsky؛ روسی: Николай Алексеевич Островский؛ اوکراینی: Микола Олексійович Островський؛ ۲۹ سپتامبر ۱۹۰۴ – ۲۲ دسامبر ۱۹۳۶) نویسنده واقع‌گرای سوسیالیست اهل اوکراین در اتحاد جماهیر شوروی بود. او بیشتر با رمان «چگونه فولاد آبدیده شد» شناخته می‌شود.
استراوسکی در روستای ویلیا در شهرستان اوستروه، استان ریونه واقع‌در وولینیا، که در آن زمان بخشی از امپراتوری روسیه بود، در یک خانوادهٔ طبقه کارگر اوکراینی به دنیا آمد. او تا نه سالگی در مدرسهٔ ناحیه تحصیل کرد و دانش‌آموز ممتاز بود. در سال ۱۹۱۴، خانواده‌اش به شهرک راه‌آهن شپتیفکا (امروزه در استان خملنیتسکی) نقل مکان کرد. در آنجا استراوسکی در آشپزخانه‌های ایستگاه راه‌آهن، و سپس به‌عنوان یک برق‌کار در نیروگاه محلی مشغول به کار شد. در سال ۱۹۱۷، در سن سیزده سالگی به یک فعال حزب بلشویک تبدیل شد. در همان دوره دچار روماتیسم ستون فقرات شد که بعداً او را نابینا و فلج کرد.
طبق بیوگرافی رسمی، زمانی که آلمانی‌ها طی جنگ یازده روزه شهر را در بهار ۱۹۱۸ اشغال کردند، استراوسکی مأموریت‌هایی را برای تشکیلات زیرزمینی بلشویک‌های محلی انجام داد. در ژوئیه ۱۹۱۸ او به کومسومول و در در ماه اوت به ارتش سرخ پیوست. او در تیپ سواره نظام کوتوفسکی خدمت کرد. در سال ۱۹۲۰ او در نزدیکی لویو زخمی شد و به تیفوس مبتلا شد. او به ارتش بازگشت و دوباره مجروح شد و به دلایل پزشکی از خدمت معاف شد.
او در سال ۱۹۲۱ در کارگاه‌های راه‌آهن کیف به‌عنوان برق‌کار و منشی کومسومول محلی شروع به کار کرد.
رمان «چگونه فولاد آبدیده شد» او یکی از تأثیرگذارترین آثار ادبیات کمونیستی به حساب می‌آید. در دوره کمونیستی در مسکو «موزه استراوسکی» و «مرکز بشردوستانهٔ استراوسکی» ساخته شد. آنها اتاق کار و اتاق خواب او را باقی نگاه‌داشتند.
همچنین توسط کمیته مرکزی کومسومول اوکراین جایزه استراوسکی تأسیس شد.
قوانین کمونیست‌زدایی اکراین در سال ۲۰۱۵، استفاده از نام استراوسکی را برای نامگذاری اماکن عمومی ممنوع کرد. از این‌رو پارک استراوسکی کی‌یف در سال ۲۰۲۰ به پارک میکولا زیروف تغییر نام داد.
بنای یادبود استراوسکی در شپتیفکا در دسامبر ۲۰۲۲ پس از اینکه وزارت فرهنگ و سیاست اطلاعات آن را از فهرست «بناهای یادبود تاریخی با اهمیت محلی» حذف کرد، برچیده شد.